# 島根県道297号皆井田江津線
島根県道297号皆井田江津線（しまねけんどう297ごう みないだごうつせん）は、島根県邑智郡邑南町から江津市に至る一般県道である。

## 概要
邑智郡邑南町井原から江津市都野津町に至る。

### 路線データ
- 起点：邑智郡邑南町井原（皆井田交差点、国道261号交点、島根県道327号市木井原線終点）
- 終点：江津市都野津町（都野津町西交差点、国道9号交点）

## 歴史
- 1966年（昭和41年）3月29日 - 島根県告示第423号により認定される。
- 1972年（昭和47年）頃 - 現行の県道番号に変更される。
- 2004年（平成16年）10月1日 - 邑智郡石見町が邑智郡羽須美村・瑞穂町と対等合併して邑智郡邑南町に移行したことにより起点の地名が変更される（邑智郡石見町井原字皆井田→邑智郡邑南町井原字皆井田）。

## 路線状況

### 重複区間
- 島根県道327号市木井原線（邑智郡邑南町井原（起点） - 邑智郡邑南町矢上）
- 広島県道・島根県道112号三次江津線（邑智郡邑南町中野 - 邑智郡邑南町矢上）
- 島根県道・広島県道7号浜田作木線（邑智郡邑南町中野 - 邑智郡邑南町日貫）
- 島根県道295号日貫川本線（邑智郡邑南町日貫）
- 島根県道41号桜江金城線（江津市桜江町市山 - 江津市桜江町長谷）

### 道路施設

#### トンネル
- 入原トンネル：延長220 m、2020年（令和2年）竣工、江津市（島根県道41号桜江金城線重複区間内）
- 市山トンネル：延長823 m、2017年（平成29年）竣工、江津市（島根県道41号桜江金城線重複区間内）

## 地理

### 通過する自治体
- 島根県
  - 邑智郡邑南町 - 江津市

### 交差する道路
| 交差する道路                                                                                | 市町村名 | 市町村名 | 交差する場所   | 交差する場所            |
| ------------------------------------------------------------------------------------------- | -------- | -------- | -------------- | ----------------------- |
| 国道261号 島根県道327号市木井原線                                                           | 邑智郡   | 邑南町   | 井原           | 皆井田交差点 / 起点     |
| 島根県道・広島県道7号浜田作木線 重複区間起点 広島県道・島根県道112号三次江津線 重複区間起点 | 邑智郡   | 邑南町   | 中野           |                         |
| 広島県道・島根県道112号三次江津線 重複区間終点                                              | 邑智郡   | 邑南町   | 矢上           |                         |
| 島根県道327号市木井原線 重複区間終点                                                        | 邑智郡   | 邑南町   | 矢上           |                         |
| 島根県道・広島県道7号浜田作木線 重複区間終点 島根県道295号日貫川本線 重複区間起点           | 邑智郡   | 邑南町   | 日貫（ひぬい） |                         |
| 島根県道295号日貫川本線 重複区間終点                                                        | 邑智郡   | 邑南町   | 日貫           |                         |
| 島根県道41号桜江金城線 重複区間起点                                                         | 江津市   | 江津市   | 桜江町市山     |                         |
| 島根県道41号桜江金城線 重複区間終点                                                         | 江津市   | 江津市   | 桜江町長谷     |                         |
| 島根県道300号跡市波子停車場線                                                               | 江津市   | 江津市   | 跡市町         |                         |
| 島根県道298号跡市川平停車場線                                                               | 江津市   | 江津市   | 跡市町         |                         |
| 国道9号 国道186号 重複                                                                      | 江津市   | 江津市   | 都野津町       | 都野津町西交差点 / 終点 |

### 沿線
- 千丈渓
- 中国自然歩道
- 島根県立石見養護学校
- 邑南町立図書館石見分館
- 邑南町役場
- 島根県立矢上高等学校
- 邑南町立矢上小学校
- 日貫郵便局
- 邑南町立日貫小学校
- 跡市郵便局
- 島根県立江津高等学校
- 江津市立津宮小学校
- JR西日本山陰本線 都野津駅

### 峠
- 船坂峠（江津市桜江町市山 - 江津市桜江町長谷）
- 井沢峠（江津市桜江町長谷）